# Phytomyza hirsuta
Phytomyza hirsuta este o specie de muște din genul Phytomyza, familia Agromyzidae, descrisă de Spencer în anul 1976.
Este endemică în Finlanda. Conform Catalogue of Life specia Phytomyza hirsuta nu are subspecii cunoscute.